# Hans Benirschke

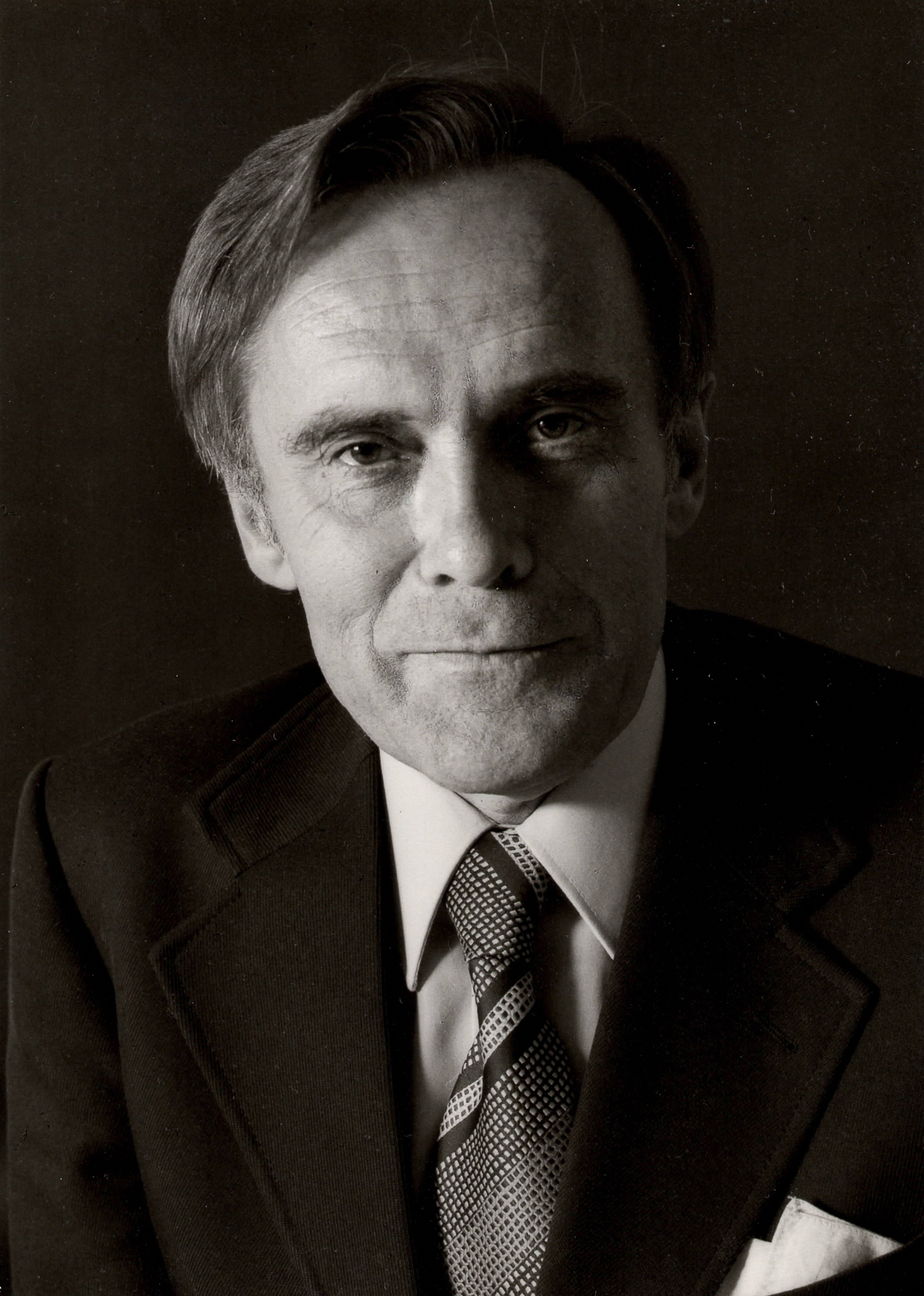
Hans Benirschke, ca. 1980 (Foto: Privat)

Hans Benirschke (* 26. Oktober 1925 in Christdorf, Tschechoslowakei; † 4. November 2011 in Hamburg) war ein deutscher Journalist. Er war von 1968 bis Ende 1990 Chefredakteur der Deutschen Presse-Agentur (dpa).

## Leben
Hans Benirschke wurde als Sohn des Landwirts Emil Benirschke und dessen Frau Anna Constantine, geb. Richter, in Christdorf in Nordmähren geboren und wuchs dort auf dem elterlichen Hof auf. Im Zweiten Weltkrieg war er Fallschirmjäger und geriet in US-amerikanische Kriegsgefangenschaft. Nach der Entlassung studierte er an der Julius-Maximilians-Universität Würzburg, an deren Philosophischer Fakultät er 1951 auch mit der Dissertationsschrift Arnold J. Toynbee: A Study of History. Ein englischer Versuch, das Ganze menschlicher Geschichte als Einheit zu erfassen. Diskussionsbeitrag zur universalhistorischen Problematik zum Dr. phil. promoviert wurde.
Bereits während seines Studiums begann er als freier Mitarbeiter der Main-Post erste Schritte im Journalismus, arbeitete aber auch – er sprach fließend Englisch – für die Würzburger Information Control Division (ICD). Zudem trat er dem Sozialistischen Deutschen Studentenbund (SDS) bei.
Danach begann Benirschke seine Karriere bei der Deutschen Presse-Agentur (dpa), zunächst ab 1952 in deren zentraler Auslandsredaktion in Hamburg und dann von 1958 bis 1963 als Büroleiter der Agentur in London. Anschließend arbeitete er einige Jahre als England-Korrespondent für mehrere Zeitungen, darunter die Süddeutsche Zeitung und die Rheinische Post. In diesen Jahren berichtete er vom Sterben Winston Churchills ebenso wie von der Auflösung des britischen Empire. Zwischen 1964 und 1966 war Benirschke Präsident der Foreign Press Association London.
Benirschke arbeitete als Informant für den deutschen Auslandsgeheimdienst BND. Auf einer dem Bundeskanzleramt im Jahre 1970 vorgelegten Liste erscheint er unter dem Decknamen Beppo als sogenannte „Pressesonderverbindung“ der Kategorie II (Formalkontakt) seines Verbindungsführers Boje (Deckname Bogener).
1966 kehrte Hans Benirschke als stellvertretender Chefredakteur zur dpa zurück und wurde 1968 in der Nachfolge Erich Eggelings Chefredakteur der Nachrichtenagentur. Zu den ersten großen Aufgaben, die er zu bewältigen hatte, zählte der interne Umbruch, als Anfang der 1970er Jahre die ersten Computer in den Redaktionen zum Einsatz kamen. Die dpa löste daraufhin alle Fernschreib-Abteilungen auf, baute die Nutzung der neuen Technik beständig weiter aus und spielte so eine Vorreiterrolle auf dem Weg in die digitalisierte Zukunft.
In Benirschkes Amtszeit fielen außerdem die Trennung von den Nachkriegspartnern Reuters und United Press International (UPI), der Aufbau eines eigenen Auslandsnetzes Wort durch die dpa sowie einer eigenen Wirtschaftsredaktion. So entwickelte sich die dpa unter seiner Führung zu einer großen internationalen Agentur. Nach der Wende 1989/1990 war Benirschke auch noch am Aufbau der dpa-Landesdienste in den neuen Bundesländern beteiligt, bevor er Ende 1990 in den Ruhestand ging.
Mit Entschließung des Bundespräsidenten Rudolf Kirchschläger vom 7. November 1978 wird Benirschke das Große Ehrenzeichen für Verdienste um die Republik Österreich verliehen. In der Begründung für die Verleihung heißt es u. a.: „Seit nunmehr zehn Jahren steht Dr. Hans Benirschke an der Spitze der Redaktion der Deutschen Presse Agentur in Hamburg. In all diesen Jahren hat es Dr. Benirschke als seine Aufgabe angesehen, Beziehungen zur internationalen Presse, insbesondere zu den deutschen Nachbarstaaten aufrechtzuerhalten und intensiv zu pflegen. Insbesondere mit der Austria Presse Agentur, die in einem Gegenseitigkeitsvertrag zur dpa steht, ist Hans Benirschke besonders eng verbunden und nimmt deren Interessen in hervorragender Weise wahr. Er hält mit allen Redaktionen der großen Zeitungsstadt Hamburg [...] besonders engen Kontakt und fungiert bei dieser Gelegenheit als Mittler und Sprecher österreichischer Belange.“
1991 wurde Hans Benirschke mit dem Verdienstkreuz 1. Klasse der Bundesrepublik Deutschland ausgezeichnet.
Benirschke war Herausgeber des Buches 40 Jahre dpa, Deutsche Presse-Agentur GmbH (1989) und Hauptautor von dpa meldet... 50 Jahre Deutsche Presse-Agentur GmbH (1999).
Hans Benirschke lebte mit seiner Frau Gisela, mit der er seit 1952 verheiratet war, in Hamburg. Dort starb er am 4. November 2011 im Alter von 86 Jahren.